# Luis Apostua
Luis Apostua Palos (Villanueva del Fresno, 9 de noviembre de 1925-El Escorial, 20 de noviembre de 1997) fue un periodista y político español, diputado a Cortes en la Transición.

## Biografía
Licenciado en Derecho, se tituló en Periodismo más tarde, profesión que ejercería el resto de su vida. Durante la dictadura franquista trabajó en varios medios de la Editorial Católica como Ya, Hoy, La Verdad, Nuevo Diario y en El Alcázar, en el que llegó a ser director cuando Prensa y Ediciones, S.A. se hizo cargo del medio durante un tiempo, con el apoyo económico del Opus Dei, separándose de la Hermandad de Excombatientes. Durante la Transición política fue columnista de diversos medios, entre los que destacó el diario ABC. Fue presidente de la Asociación de la Prensa de Madrid de 1983 a 1992 y también de la Federación de Asociaciones de Periodistas de España.
En el ámbito político, fue elegido diputado al Congreso en la Legislatura constituyente en 1977 dentro de la candidatura de Unión del Centro Democrático por la circunscripción de La Rioja y en la I Legislatura por la circunscripción de Madrid. Como diputado participó activamente en el debate del artículo 20 de la Constitución sobre la libertad de información, en la Ley orgánica sobre Protección del Honor y de la Intimidad y fue ponente de la ley del Estatuto de Radiotelevisión Española. Fue director general de Asuntos Religiosos en la II legislatura el año (1980-1981) que Francisco Fernández Ordóñez fue ministro de Justicia.